# Frankfurt-Innenstadt
Innenstadt (zakendistrict), ook Neustadt (nieuwe stad), is een stadsdeel van Frankfurt am Main. Het stadsdeel ligt in het centrum van Frankfurt. Innenstadt is met ongeveer 6.500 inwoners een van de kleinste stadsdelen van Frankfurt. In het stadsdeel staat het Bankenviertel met de grootste verzameling wolkenkrabbers in Duitsland. De wijk dankt hieraan haar bijnaam Mainhattan.

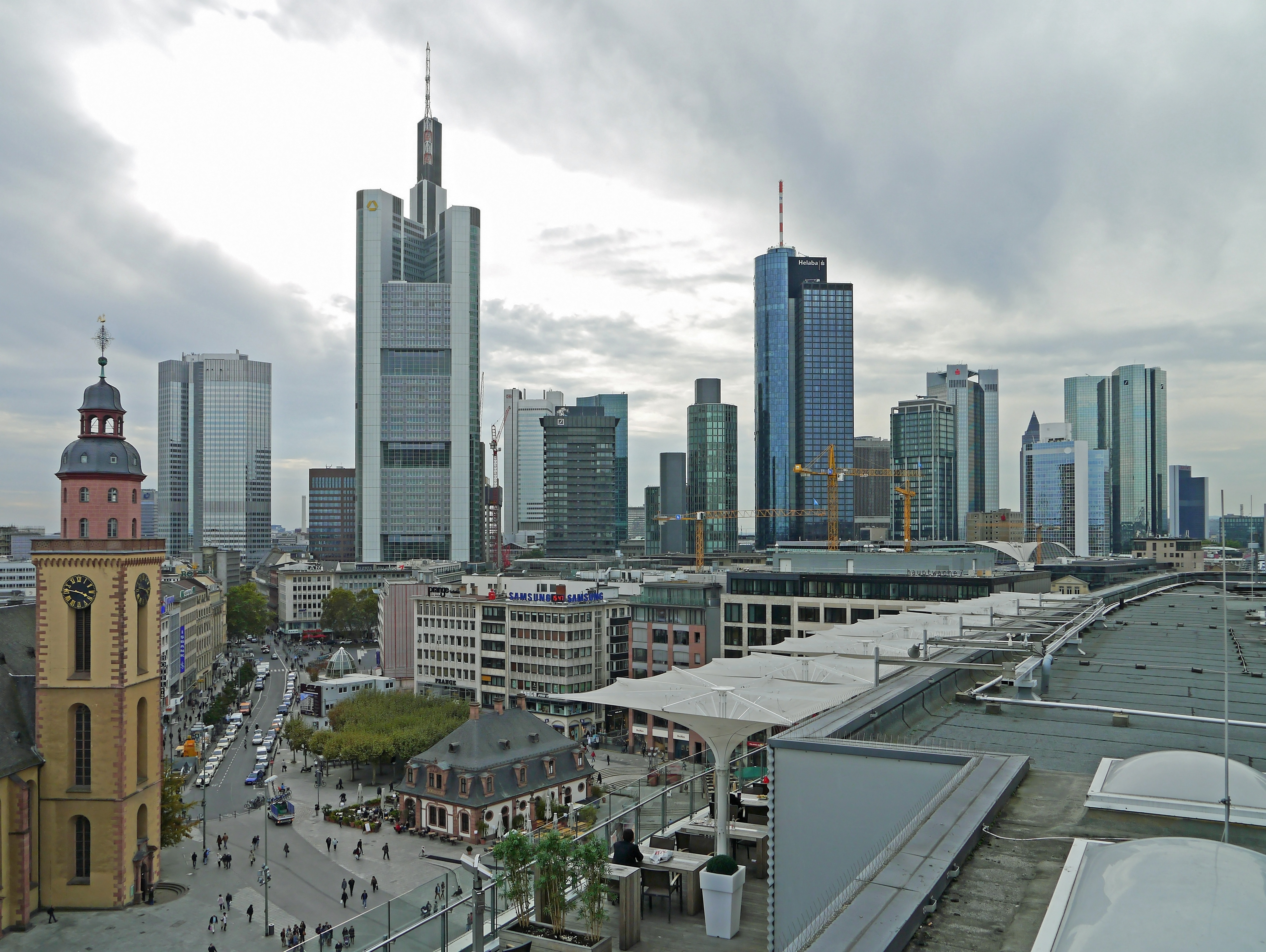
De wolkenkrabbers in het Bankenviertel

Altstadt · Bahnhofsviertel · Bergen-Enkheim · Berkersheim · Bockenheim · Bonames · Bornheim · Dornbusch · Eckenheim · Eschersheim · Fechenheim · Flughafen · Frankfurter Berg · Gallus · Ginnheim · Griesheim · Gutleutviertel · Harheim · Hausen · Heddernheim · Höchst · Innenstadt · Kalbach-Riedberg · Nied · Nieder-Erlenbach · Nieder-Eschbach · Niederrad ·  Niederursel · Nordend · Oberrad · Ostend · Praunheim · Preungesheim · Riederwald · Rödelheim · Sachsenhausen · Schwanheim · Seckbach · Sindlingen · Sossenheim · Unterliederbach · Westend · Zeilsheim